# Pseudopostega crepusculella
Pseudopostega crepusculella là một loài bướm đêm thuộc họ Opostegidae. Nó được tìm thấy ở châu Âu.
Sải cánh dài 7-10.5 mm. Con trưởng thành bay từ tháng 6 đến tháng 7 tùy theo địa điểm.
It is believed that Ấu trùng ăn các loài Mentha.